# مقاطعة نوكس (أوهايو)
مقاطعة ناقس (بالإنجليزية: Knox County)‏ هي إحدى مقاطعات ولاية أوهايو في الولايات المتحدة الأمريكية.

## أعلام
- ويليام يوجين ستانلي